# Stigmella subtrimaculella
Stigmella subtrimaculella is een vlinder uit de familie van de dwergmineermotten (Nepticulidae). De wetenschappelijke naam van de soort is voor het eerst geldig gepubliceerd in 1949 door Dufrane.